# Zero-G
Zero-G, Inc. (Nhật: 株式会社ゼロジー Hepburn: Kabushiki-gaisha Zerojī) là một xưởng phim hoạt hình Nhật Bản được thành lập bởi đạo diễn Negishi Hiroshi vào năm 2011. Công ty có trụ sở đặt tại Suginami, Tokyo. Zero-G là hãng phim tách ra từ công ty trước đây của Negishi, Zero-G Room, thành lập vào năm 1992 tuy nhiên bị đóng cửa vào năm 2001 sau khi sáp nhập vào Radix Ace Entertainment.

## Tác phẩm

### Anime truyền hình
| Năm            | Tựa đề                                                                                             | Ngày phát sóng | Ngày phát sóng | Đạo diễn          | Số tập | Ghi chú                                                                                        |
| Năm            | Tựa đề                                                                                             | Bắt đầu        | Kết thúc       | Đạo diễn          | Số tập | Ghi chú                                                                                        |
| -------------- | -------------------------------------------------------------------------------------------------- | -------------- | -------------- | ----------------- | ------ | ---------------------------------------------------------------------------------------------- |
| 2016           | Battery                                                                                            | 14 tháng 7     | 22 tháng 9     | Mochizuki Tomomi  | 11     | Dựa trên tiểu thuyết cùng tên do Asano Atsuko sáng tác.                                        |
| 2017           | Piace: Watashi no Italian                                                                          | 11 tháng 1     | 29 tháng 3     | Sakurai Hiroaki   | 12     | Chuyển thể từ bộ manga của Watanabe Atsuko.                                                    |
| 2017           | Tsugumomo                                                                                          | 3 tháng 4      | 19 tháng 6     | Kuraya Ryōichi    | 12     | Chuyển thể từ bộ manga của Hamada Yoshikazu.                                                   |
| 2017           | Dive!!                                                                                             | 6 tháng 7      | 21 tháng 9     | Suzuki Kaoru      | 12     | Dựa trên cuốn tiểu thuyết cùng tên do Mori Eto sáng tác.                                       |
| 2018           | Nil Admirari no Tenbin: Teito Genwaku Kitan                                                        | 8 tháng 4      | 24 tháng 6     | Masahiro Takata   | 12     | Dựa trên visual novel cùng tên của Otomate.                                                    |
| 2018           | Doreiku                                                                                            | 13 tháng 4     | 29 tháng 6     | Kuraya Ryōichi    | 12     | Dựa trên bộ manga của Ōishi Hiroto. Hợp tác sản xuất với TNK.                                  |
| 2018           | One Room (mùa 2)                                                                                   | 3 tháng 7      | 25 tháng 9     | Ueda Shinichirō   | 13     | Phần tiếp theo của One Room.                                                                   |
| 2018           | Grand Blue                                                                                         | 14 tháng 7     | 29 tháng 9     | Takamatsu Shinji  | 12     | Chuyển thể từ bộ manga của Inoue Kenji.                                                        |
| 2018           | The Idolmaster SideM Wake Atte Mini!                                                               | 9 tháng 10     | 25 tháng 12    | Mankyū            | 12     | Dựa trên bộ manga The Idolmaster SideM củA Sumeragi, đồng thời cũng là spin-off của truyện.    |
| 2019           | Rinshi!! Ekoda-chan                                                                                | 8 tháng 1      | 26 tháng 3     | Mochizuki Tomomi  | 12     | Chuyển thể từ bộ manga bốn khung tranh của Takinami Yukari. Chỉ sản xuất 4 tập đầu.            |
| 2019           | Dōkyonin wa Hiza, Tokidoki, Atama no Ue.                                                           | 9 tháng 1      | 27 tháng 3     | Suzuki Kaoru      | 12     | Dựa trên bộ manga sáng tác bởi Minatsuki.                                                      |
| 2020           | Rikei ga koi ni ochita no de shōmei shite mita.                                                    | 10 tháng 1     | 13 tháng 3     | Kitahata Tooru    | 12     | Chuyển thể từ bộ manga của Alifred Yamamoto.                                                   |
| 2020           | Tsugu Tsugumomo                                                                                    | 5 tháng 4      | 21 tháng 6     | Kuraya Ryōichi    | 12     | Phần tiếp theo của Tsugumomo.                                                                  |
| 2020           | One Room (mùa 3)                                                                                   | 5 tháng 10     | 21 tháng 12    | Ueda Shinichirō   | 12     | Phần tiếp theo của One Room mùa 2.                                                             |
| 2021           | Sankaku mado no sotogawa wa yoru                                                                   | 3 tháng 10     | 19 tháng 12    | Yoshida Yoshitaka | 12     | Chuyển thể từ bộ manga cùng tên của Yamashita.                                                 |
| 2022           | Rikei ga koi ni ochita no de shōmei shite mita. r=1-sinθ                                           | 2 tháng 4      | 18 tháng 6     | Kitahata Toru     | 12     | Phần tiếp theo của Rikei ga koi ni ochita no de shōmei shite mita.                             |
| 2023           | Koori Zokusei Danshi to Cool na Douryou Joshi                                                      | 4 tháng 1      | 22 tháng 3     | Mankyū            | 12     | Chuyển thể từ manga của Tonogaya Miyuki. Đồng sản xuất với Liber.                              |
| 2023           | Isekai Nonbiri Nōka                                                                                | 6 tháng 1      | 24 tháng 3     | Kuraya Ryōichi    | 12     | Chuyển thể từ manga của Naito Kinosuke.                                                        |
| 2023           | Konyaku Haki Sareta Reijō o Hirotta Ore ga, Ikenai Koto o Oshiekomu                                | 4 tháng 10     | 20 tháng 12    | Asami Takashi     | 12     | Chuyển thể từ light novel của Fukada Sametarō; hợp tác sản xuất với Digital Network Animation. |
| 2024           | Kaii to Otome to Kamikakushi                                                                       | 10 tháng 4     | 26 tháng 6     | Mochizuki Tomomi  | 12     | Chuyển thể từ manga của Nujima.                                                                |
| 2024           | Nageki no Bōrei wa Intai Shitai                                                                    | tháng 10       |                | Takata Masahiro   |        | Chuyển thể từ light novel do Tsukikage viết và Chyko minh họa.                                 |
| 2025           | Nihon e Yōkoso Elf-san                                                                             | tháng 1        |                | Kitahata Tōru     |        | Chuyển thể từ light novel do Makishima Suzuki và Yappen minh họa.                              |
| 2025           | S Rank Monster no "Behemoth" dakedo, Neko to Machigawarete Elf Musume no Pet Toshite Kurashitemasu |                |                | Hirakawa Tetsuo   |        | Chuyển thể từ light novel của Ginyoku Nozomi.                                                  |
| Chưa thông báo | Grand Blue (mùa 2)                                                                                 |                |                | Takamatsu Shinji  |        | Phần tiếp theo của Grand Blue, đồng sản xuất với Liber.                                        |

### ONA
| Tựa đề                                              | Đạo diễn         | Ngày phát sóng                      | Số tập | Ghi chú                                                                   |
| --------------------------------------------------- | ---------------- | ----------------------------------- | ------ | ------------------------------------------------------------------------- |
| The Idolmaster Cinderella Girls Theater Extra Stage | Mankyū           | 24 tháng 3, 2020 – 13 tháng 4, 2021 | 48     | Phần tiếp theo của The Idolmaster Cinderella Girls Theater Climax Season. |
| Zashiki Warashi no Tatami-chan                      | Oshikiri Rensuke | 10 tháng 4 – 26 tháng 6, 2020       | 12     | Tác phẩm gốc.                                                             |
| Tenkū Shinpan                                       | Takata Masahiro  | 25 tháng 2, 2021                    | 12     | Dựa trên bộ manga cùng tên của Miura Tsuina.                              |
| Lady Napoleon                                       | Akitaya Noriaki  | Chưa công bố                        | 13     | Tác phẩm gốc.                                                             |

### OVA
| Tựa đề                               | Đạo diễn        | Ngày phát hành    | Số tập | Ghi chú                                  |
| ------------------------------------ | --------------- | ----------------- | ------ | ---------------------------------------- |
| One Room mùa 2                       | Ueda Shinichirō | 30 tháng 11, 2017 | 1      | Tập DVD đặc biệt.                        |
| The Idolmaster SideM Wake Atte Mini! | Mankyū          | 22 tháng 3, 2019  | 1      | Tập DVD đặc biệt.                        |
| Tsugumomo                            | Kuraya Ryōichi  | 22 tháng 1, 2020  | 1      | Tập OVA đóng gói kèm theo một tập manga. |

### Phim chiếu rạp
| Tựa đề                           | Đạo diễn          | Ngày phát hành    | Ghi chú                                        |
| -------------------------------- | ----------------- | ----------------- | ---------------------------------------------- |
| Bokura no Yoake                  | Kurokawa Tomoyuki | 21 tháng 10, 2022 | Chuyển thể từ manga cùng tên của Imai Tetsuya. |
| Kukuriraige -Sanxingdui Fantasy- | Fumikazu Sato     | Chưa công bố      | Tác phẩm gốc.                                  |